# Chiesa di Lomisa
La chiesa di Lomisa (in georgiano ლომისა?) è un santuario cristiano medievale nella Georgia orientale, dedicato a san Giorgio. È una semplice chiesa in pietra costruita nel IX o X secolo. Situato a circa 2200 m.s.l.m. su un crinale montuoso, lo spartiacque tra le valli Ksani ed Aragvi, Lomisa è il principale santuario per la provincia dell'altopiano di Mtiuleti. Per il suo significato storico e culturale, la chiesa è iscritta nell'elenco dei monumenti culturali di importanza nazionale della Georgia.

## Posizione ed architettura
Il santuario di Lomisa si trova in cima a un alto passo montuoso nel comune di Dusheti, a circa 7 km a sud del villaggio di Kvemo Mleta e 18 km a nord-ovest in linea d'aria della cittadina di Pasanauri. Il monte Lomisi o Alevi, su cui si trova la chiesa, domina la valle dell'Aragvi nel distretto storico di Mtiuleti, ora amministrativamente parte della regione georgiana Mtskheta-Mtianeti, a nord e una porzione della valle Ksani a sud, che cadeva sotto il controllo dell'Ossezia del Sud separatista durante la guerra russo-georgiana dell'agosto 2008.
Lomisa è una semplice chiesa avente dimensioni di 14,5 × 7,8 m, costruita in pietra grezza. L'edificio originario risale al IX o X secolo. Ci sono due annessi costruiti successivamente, a sud e a nord. Parti della chiesa sono andate in rovina, rendendo l'edificio parzialmente interrato nel terreno. L'interno è stato più volte rimaneggiato nel corso della storia. Nella chiesa esistente, il soffitto a volte poggia sull'arco sostenuto da lesene. Le pareti longitudinali presentano nicchie. L'edificio della chiesa è circondato da rovine di varie strutture, comprese le colonne frastagliate di quello che un tempo era un campanile a due piani a sud della chiesa.

## Storia

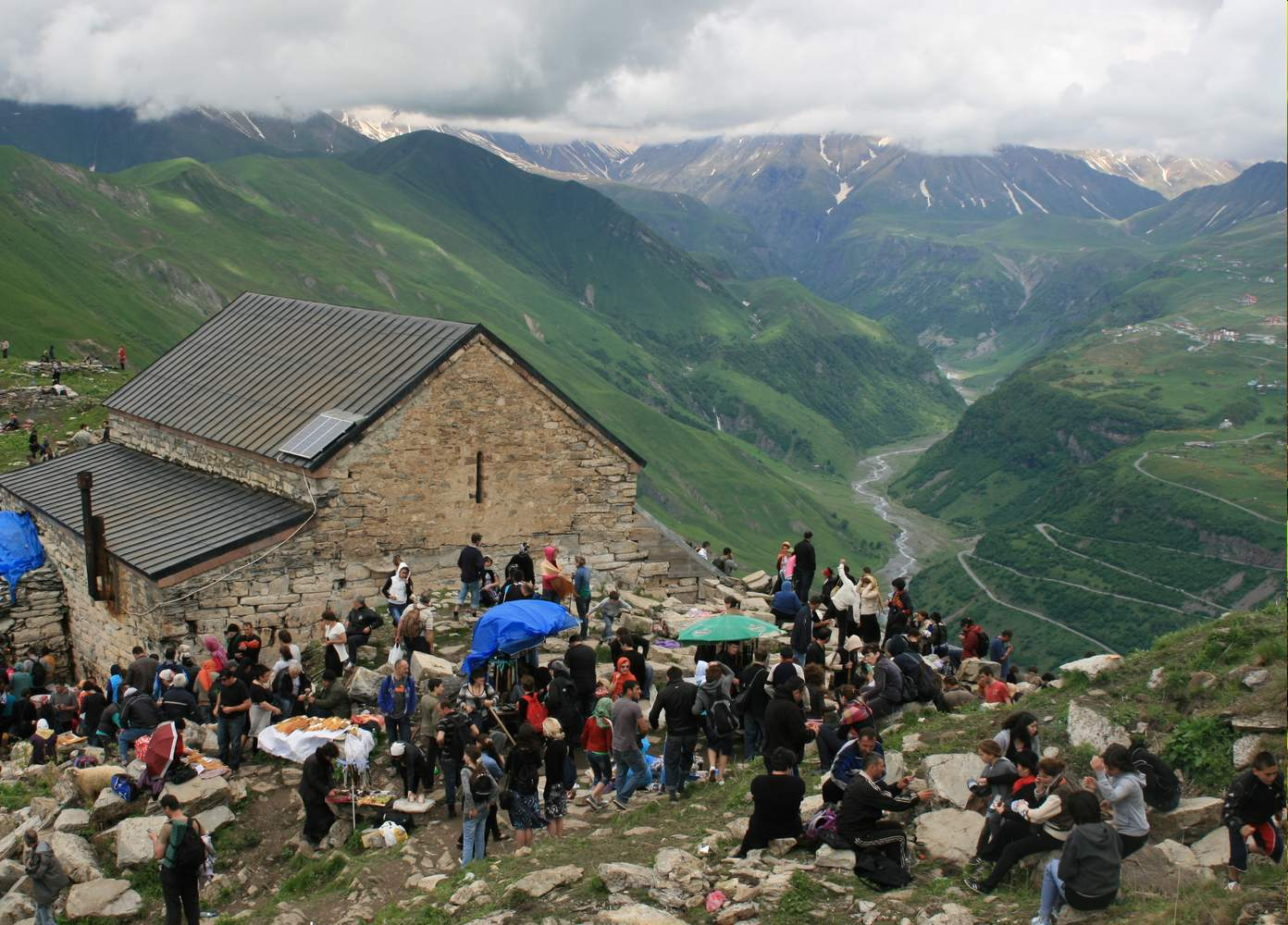
La chiesa di Lomisa nel 2011

Lomisa è presente in molte leggende e racconti popolari locali. Si dice che la chiesa sia stata costruita qui per commemorare la liberazione di 7.000 georgiani dalla prigionia dalla Corasmia attraverso l'intervento miracoloso dell'icona di San Giorgio che era montata su un bue chiamato Loma ("un leone"). Un'altra leggenda narra che un capitano di un distaccamento reale sia incorso nell'ira dell'icona quando ha tagliato la porta della chiesa per farne legna da ardere: i soldati erano accecati e la loro vista non sarebbe tornata fino a quando il capitano non avesse promesso di donare una porta di ferro alla chiesa. All'interno della chiesa è ancora conservata una porta blindata in legno di quercia, con iscrizioni georgiane del XVI-XVII secolo. La chiesa presenta anche un'antica e massiccia catena di ferro che i credenti mettono al collo e girano intorno al santuario tre volte in senso antiorario per fare una promessa o un desiderio.
Lomisa è stato storicamente il principale santuario cristiano per gli alpinisti georgiani orientali ed il loro giuramento più vincolante è stato quello di San Giorgio di Lomisa. Era il luogo in cui la gente del posto si riuniva e deliberava su questioni di guerra e di pace. La chiesa godeva del patrocinio della regalità e della nobiltà georgiana. Nel 1320, il re Giorgio V di Georgia si fermò a Lomisa per pregare davanti a San Giorgio sulla via del ritorno da un viaggio alla gola di Darial. Questo re emanò appositamente una serie di leggi per regolare le condizioni nelle valli montane; una delle clausole prevedeva che l'assassino di un contadino di Lomisa presentatovi dal re o da chiunque altro dovesse essere multato con 1.500 denari.
Il santuario di Lomisa conservava molti oggetti della chiesa, come icone, croci, stendardi e vari utensili. Il principe Vakhushti, compilando la sua geografia della Georgia intorno al 1745, scrisse che la chiesa custodiva "numerose icone e croci, d'oro e d'argento". Alcuni di questi oggetti superstiti sono stati rimossi per essere conservati in luoghi più sicuri e accessibili, come una chiesa a Mleta o nei musei a Tbilisi. Tra questi ci sono utensili donati dagli eristavi ("duchi") di Aragvi e un portacandele in argento donato alla chiesa di Lomisa dalla principessa Ketevan (1744-1808), moglie del principe reale georgiano Vakhtang, pregando San Giorgio di Lomisa di concedere loro dei figli su un'iscrizione dell'oggetto.

## Festa di Lomisoba
La chiesa di Lomisa ospita un festival annuale, nota come Lomisoba (letteralmente, "di/relativo a Lomisa"), probabilmente residuo di un antico culto precristiano sovrapposto alla venerazione di San Giorgio. Ogni anno, il mercoledì dopo la Pentecoste, migliaia di persone provenienti da varie regioni della Georgia, in particolare Mtiuleti, Khevi e Khevsureti, si recano in pellegrinaggio fino alla chiesa di Lomisa. Esistono rituali specifici per la guarigione dei malati e per la fertilità delle donne sterili. Viene eseguita una danza rotonda, con un canto che descrive la leggenda della pesante catena che pende nella chiesa e viene indossata dai pellegrini. La festa prevede anche un grande sacrificio rituale di animali, in cui centinaia di capi di bestiame, soprattutto pecore, vengono macellati a valle, non lontano dalla chiesa. Negli ultimi anni la tradizione è stata sempre più criticata dagli attivisti per i diritti degli animali, ma la gente del posto ha respinto le richieste di abbandonarla.